# Roman Illarionovič Voroncov
Roman Illarionovič Voroncov (in russo Роман Илларионович Воронцов?; 17 luglio 1707 – Vladimir, 30 novembre 1783) è stato un generale e politico russo.

## Biografia
Era il figlio maggiore di Illarion Gavrilovič Voroncov, e di sua moglie, Anna Grigor'evna Maslova.
In gioventù ha servito nel Reggimento Izmajlovskij; nel 1730 ha sostenuto la gran principessa Elisabetta Petrovna nella sua scesa al Trono russo e prese parte al colpo di Stato del 25 novembre 1741.
Divenne membro dell'Accademia Imperiale Russa. Durante il regno di Elisabetta I, Roman divenne uno degli uomini più ricchi della Russia.
Con l'ascesa al potere di Pietro III, la sua posizione a corte fu rafforzata in quanto sua figlia Elisaveta era una favorita del nuovo imperatore, e venne promosso a generale in capo.
Con l'ascesa di Caterina II, iniziò la disgrazia di Roman. Venne arrestato e deportato a Mosca, privato di un certo numero di proprietà in Ucraina.
Nel 1778 divenne governatore di Vladimir, nel 1779 di Tambov e nel 1780 di Penza.

### Massoneria
Massone, il suo nome figura nel registro dei massoni del 1756 come Maestro venerabile, in questa qualità diresse la Loggia di Vladimir; fu membro della Loggia "Uguaglianza"; nel 1773-74 fu Gran Maestro aggiunto della "Gran Loggia Inglese", come Gran Maestro firmò la Patente di fondazione della loggia del "Silenzio" di San Pietroburgo, che ebbe tra i suoi fondatori Pëtr Ivanovič Melissino. Fu discepolo e amico di Louis Claude de Saint-Martin.

## Matrimonio
Nel 1736 sposò Martha Ivanovna Surmina (1718-1745), figlia di un ricco mercante. Ebbero cinque figli:
- Marija Romanova (1737-1765), sposò il conte Pëtr Aleksandrovič Buturlin, ebbero due figli: Dmitrij e Elizaveta;
- Elizaveta Romanovna (1739-1792), sposò Aleksandr Ivanovič Poljanskij, ebbero due figli;
- Aleksandr Romanovič (1741-1805);
- Ekaterina Romanovna (1743-1810), sposò Michail Ivanovič Dashkov, ebbero tre figli;
- Semën Romanovič (1744-1832), sposò Ekaterina Alekseevna Senjavina, ebbero due figli.

## Morte
Morì il 30 novembre 1783 a Vladimir.